# BAföG
Nel diritto tedesco, è conosciuta come Bundesausbildungsförderungsgesetz, è più nota con l'abbreviazione BAföG, una legge federale rivolta agli studenti di scuole superiori e università.
Introdotta nel 1971, la legge garantisce agli studenti un sistema di prestiti legati al loro rendimento scolastico. La restituzione dei prestiti viene generalmente richiesta a cinque anni dalla fine degli studi e in forma rateizzata, per un periodo che può durare fino a venti anni.